# Cyrtochilum divaricatum
Cyrtochilum divaricatum  é uma espécie de orquídeas do gênero Oncidium, da subfamília Epidendroideae, pertencente à  família das Orquidáceas. É nativa do sudeste do Brasil.

## Sinônimos
- Oncidium pulvinatum Lindl. (1838)
- Oncidium sciurus Scheidw. (1839)
- Oncidium sphegiferum Lindl. (1843)
- Oncidium robustissimum Rchb.f. (1888)
- Cyrtochilum costatum (Lindl.) Kraenzl.
- Cyrtochilum mandibulare (Linden & Rchb.f.) Kraenzl.
- Cyrtochilum refractum (Rchb.f.) Kraenzl.
- Odontoglossum costatum Lindl.
- Odontoglossum divaricatum Lindl.
- Oncidium costatum (Lindl.) Beer
- Oncidium divaricatum (Lindl.) Beer
- Oncidium mandibulare Linden & Rchb.f.
- Oncidium refractum Rchb.f.